# Karneval in Recife

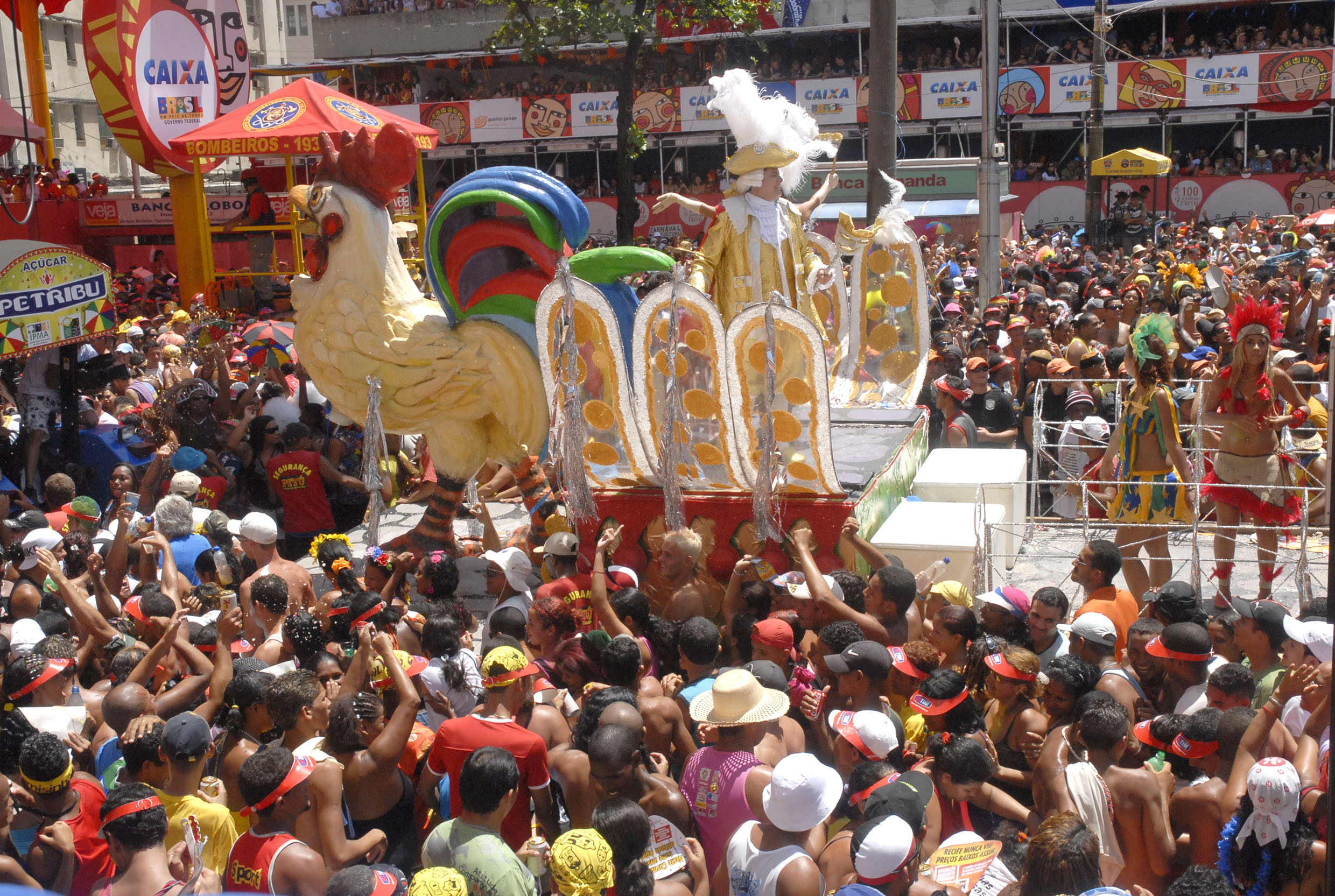
Galo da Madrugada

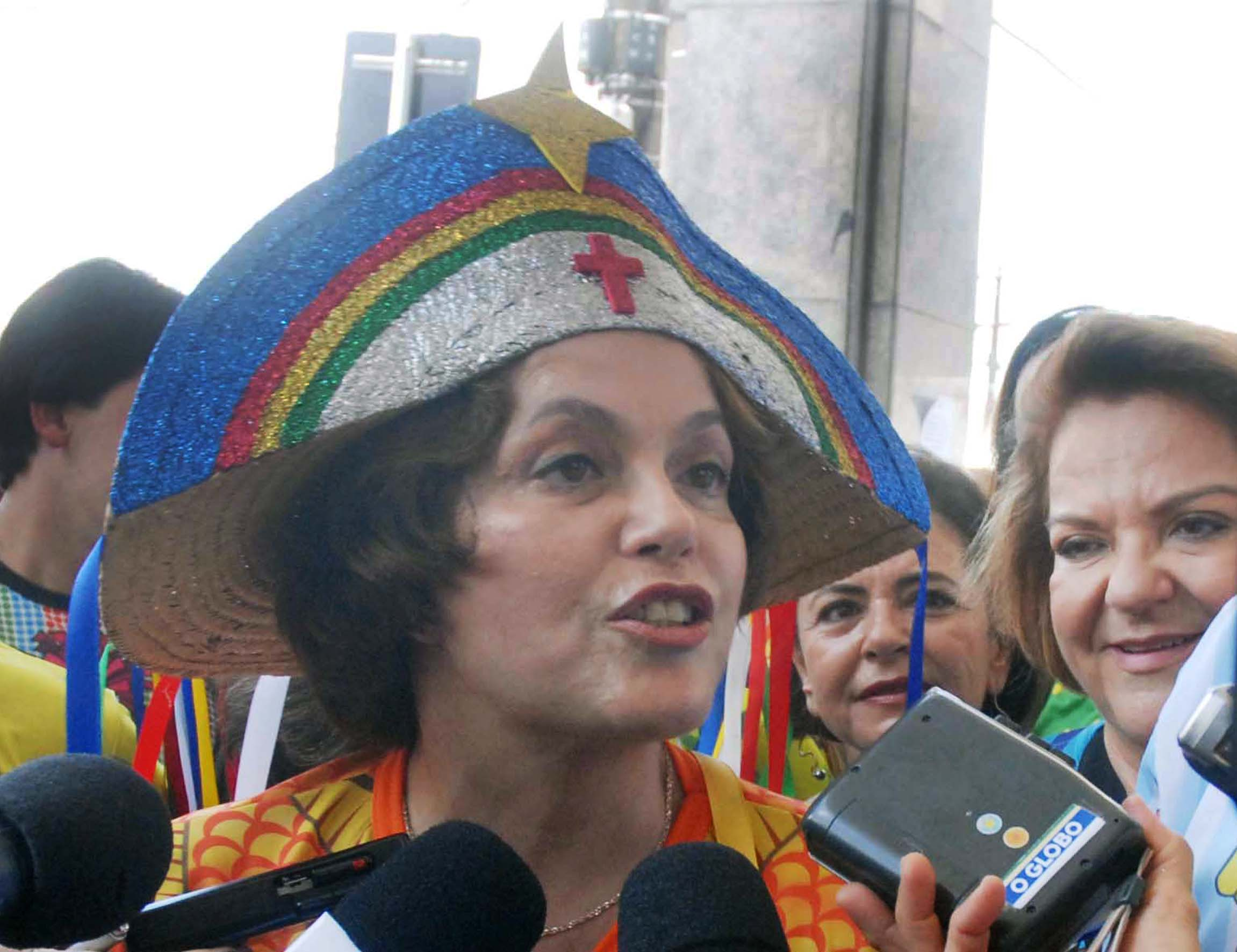
Die brasilianische Präsidentin Dilma Rousseff auf dem Karneval von Recife in landestypischer Tracht mit der Fahne Pernambucos

Der Karneval von Recife ist neben dem Karneval in Salvador da Bahia und in Rio de Janeiro die größte Karnevalsveranstaltung Brasiliens. Er bietet neben Karnevalsumzügen, Straßenkarneval, Paraden eine Reihe von verschiedenen musikalischen Darbietungen, die in Recife, der Hauptstadt des brasilianischen Bundesstaates Pernambuco, stattfinden. Recife besitzt mit Galo da Madrugada („Hahn der Morgendämmerung“) den weltgrößten Karnevalsblock. Der Galo da Madrugada präsentiert sich am Karnevalssamstag, auch Sábado de Zé Pereira („Samstag von Zé Pereira“) genannt.
Recife hat außer dem großen Karneval auch karnevalsähnliche Feiern zu anderen Jahreszeiten (Carnaval fora da época, „Karneval außerhalb der Jahreszeit“) zu bieten, wie zum Beispiel die Großveranstaltung Recifolia und die Micaretas.

## Geschichte

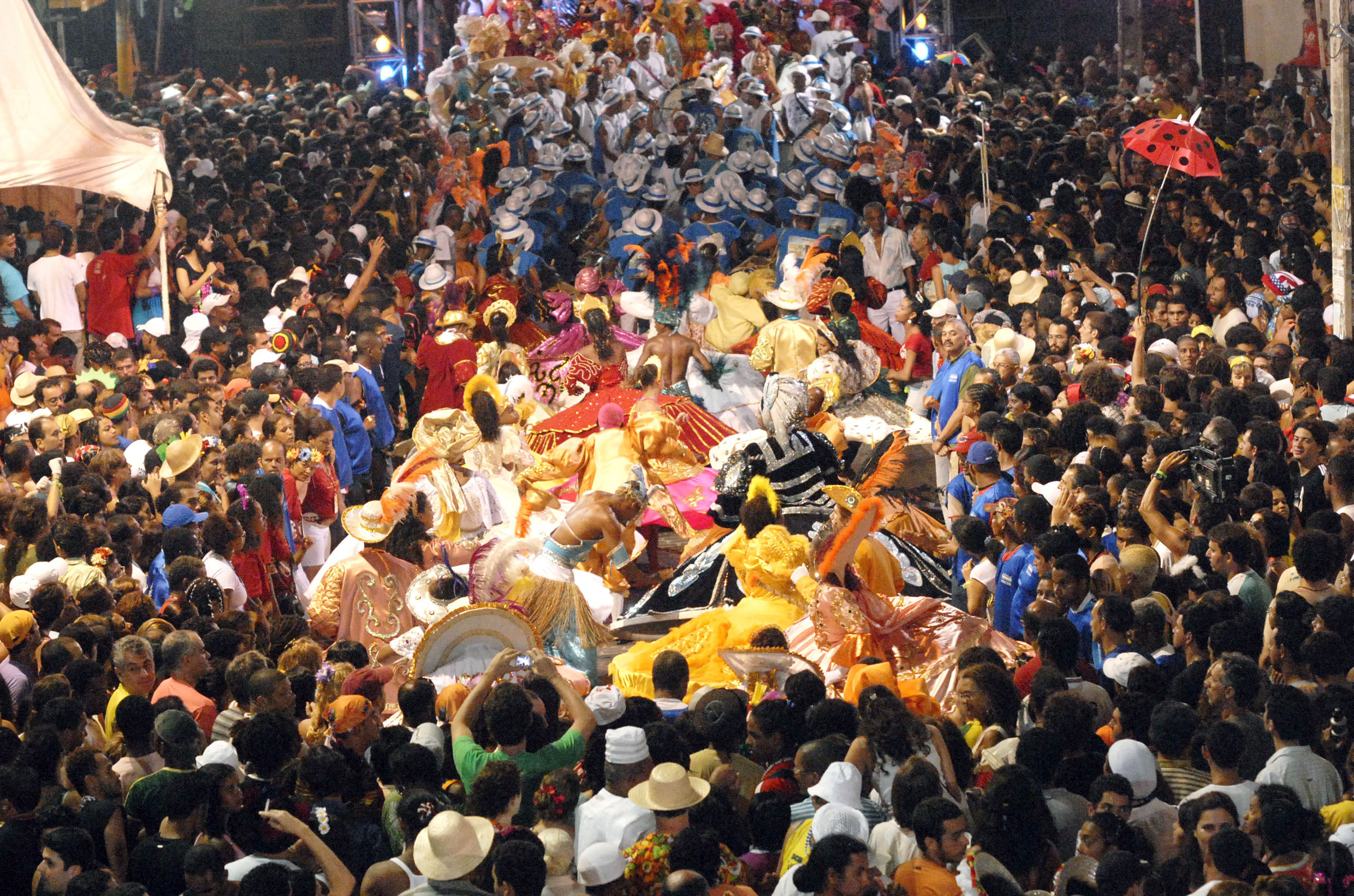
Die Nacht der stillen Trommeln

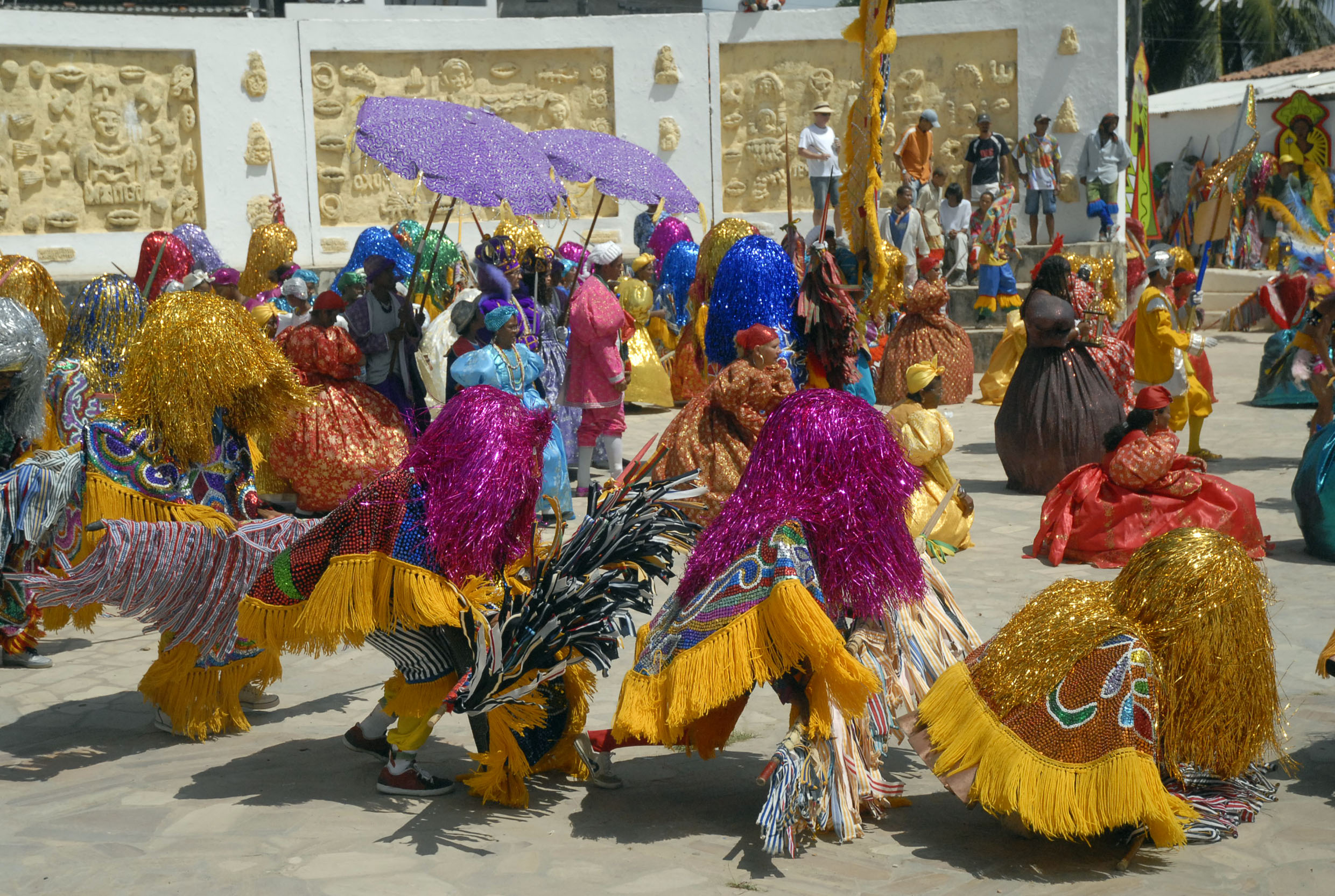
Maracatu-Tänzer

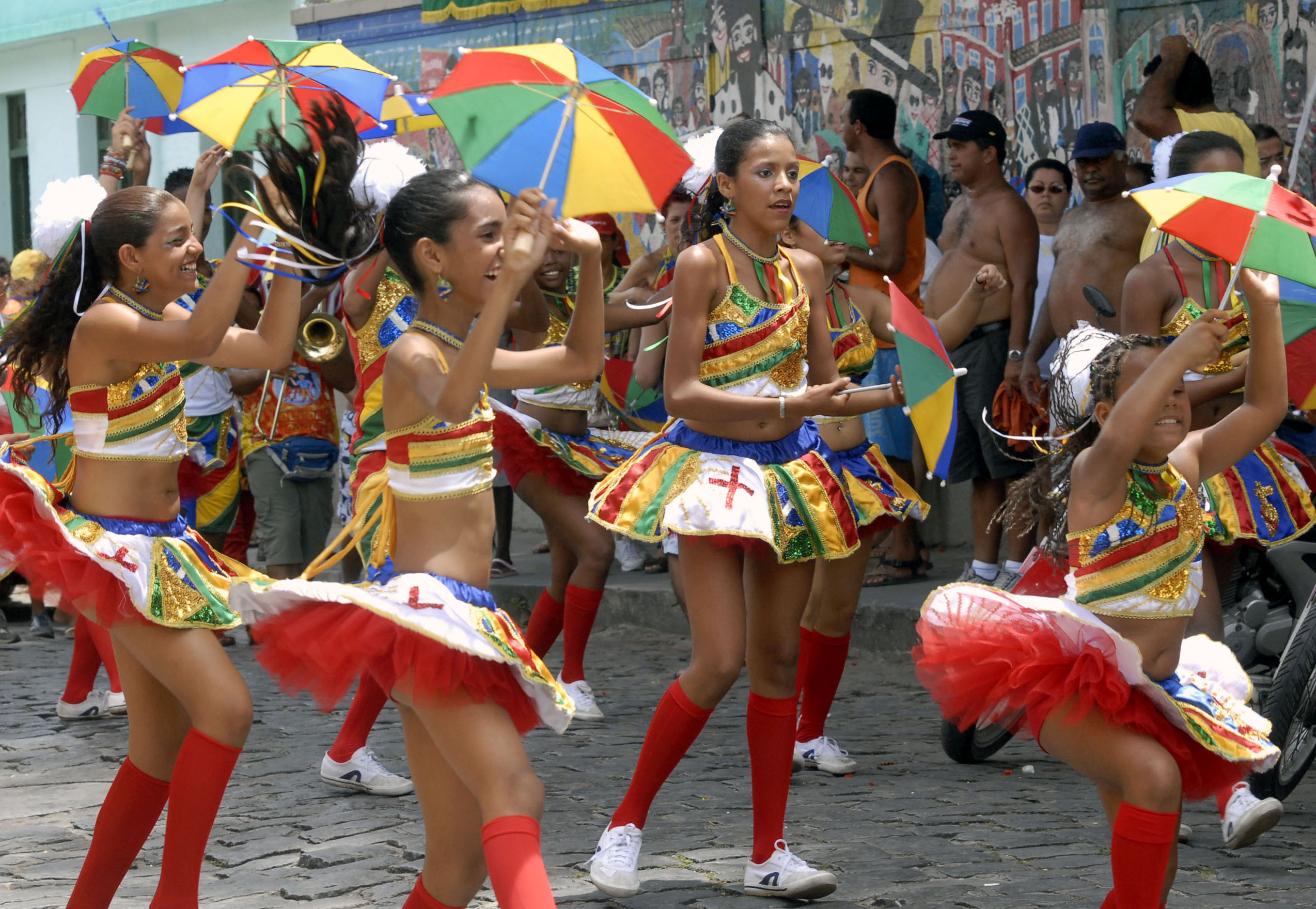
Gruppe von Tänzerinnen

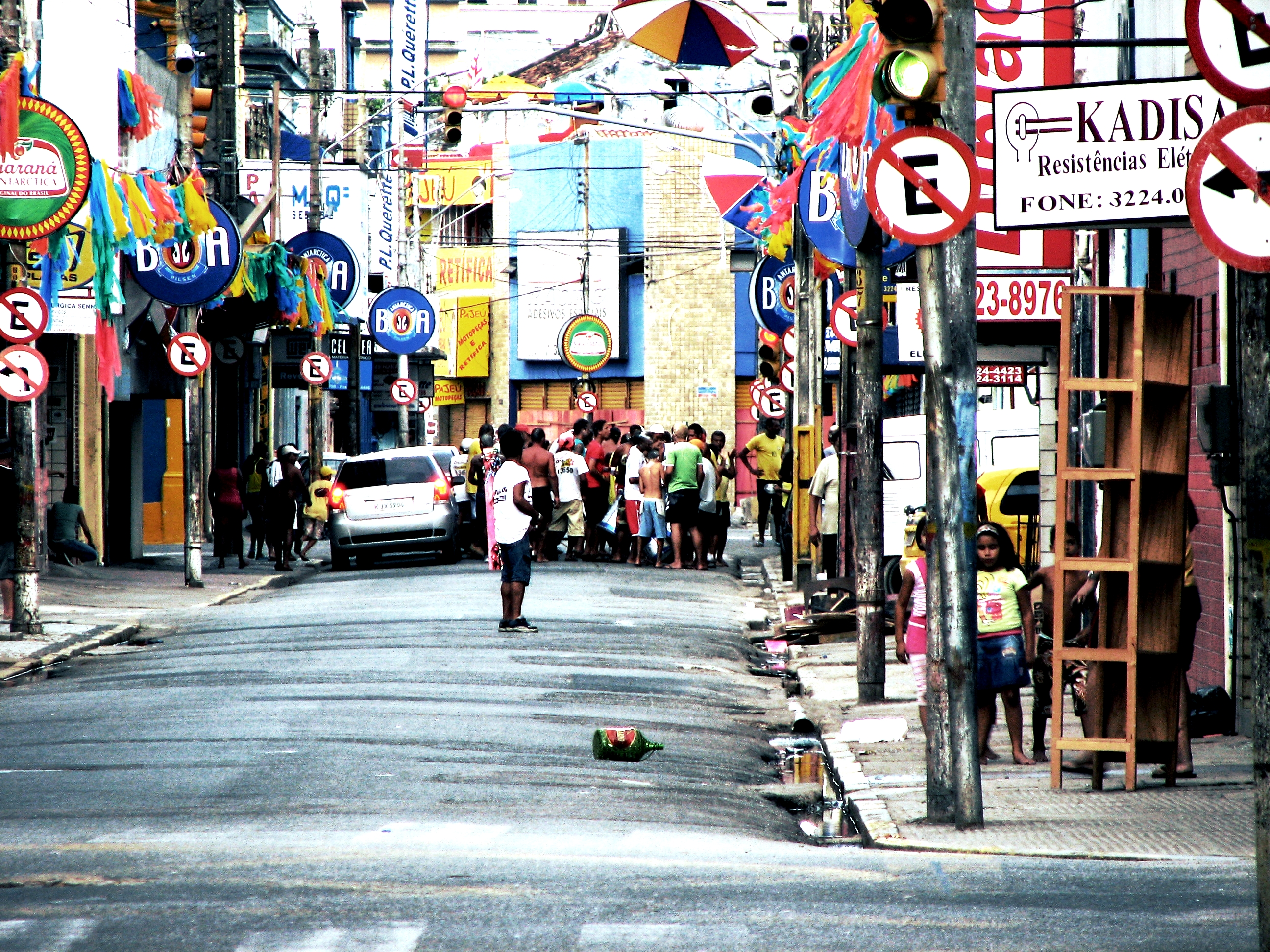
Straßenszene in Recife

Am Ende des 17. Jahrhunderts gab es Organisationen, die das Fest des Königs oder auch Fest des Heiligen Königs (Festa de Reis) feierten. Die Mehrheit der Beteiligten waren Nachkommen afrikanischer Sklaven. Im 18. Jahrhundert erschien die Maracatu Nação („Maracatu Nation“) oder auch Maracatu de Baque Virado („Maracatu mit dem umgedrehten Aufschlag“), welche die Krönung des schwarzen Königs oder des Königs des Kongo nachbildete und mit der afrobrasilianischen Religion Candomblé zusammenhing. Diese Zeremonie fand in der Kirche Nossa Senhora do Rosário bzw. Igreja do Rosário dos Pretos statt. Nach Abschaffung der Sklaverei in Brasilien Ende des 19. Jahrhunderts, entstanden auch in Recife die ersten Karnevalsvereine, die sich auf die Maracatus und die Festlichkeiten um die Nagô-Könige gründeten. Einer der ersten Karnevalsvereine war der 1887 von Antônio Valente im Stadtviertel São José gegründete Clube dos Caiadores, Dieser führte die ersten Straßenumzüge durch. Seine Anhänger trugen Eimer, Farbe und Pinsel und bemalten die Kirchen mit symbolischen Zeichen. Im 20. Jahrhundert gab es bereits den ersten Wettstreit zwischen den größten Karnevalsclubs wie Clube Internacional do Recife und der [Clube Português do Recife], die von der Sociedade Recreativa Tuna Portuguesa und Recreativa Juventude abstammen. Heute konzentrieren sich die Straßenumzüge auf den Straßen Concórdia, Imperatriz und Nova, wo die Kostümierten entlangmarschieren.

## Korso
Eine Eigenart des Karnevals in Recife ist der Autokorso. Ursprünglich wurde er mit Pferdekutschen, danach mit offenen Motorfahrzeugen, vor allem mit Geländefahrzeugen wie Jeeps oder Pick-Ups durchgeführt. Die Fahrzeuge werden geschmückt und von Menschen mit Gesang und Fanfaren begleitet. Am Anfang wurde parfümiertes Wasser in die Menge gespritzt. Heute ist es Leitungswasser und Talkum. Der Korso findet in den Nächten vor dem eigentlichen Karneval statt und tagsüber auch während der Karnevalstage.

## Straßenumzüge
An den Straßenumzügen in Recife nehmen die Sambaschulen, die Maracatus, die Caboclinhos und Ursos teil, welche am Ende von einer Jury beurteilt werden.

## Sambaschulen
In den 1930er Jahren entstanden die ersten Batucada-Gruppen in Recife als Vorgänger der Sambaschulen. 1945 führten Matrosen aus Rio de Janeiro in den Straßen von Recife einen Umzug durch, welcher die Entstehung von organisierten Sambaschulen beschleunigte. In den 1950er Jahren waren die Sambaschulen in der Federação Carnavalesca de Pernambuco und später in der UNESPE organisiert. Die wichtigsten Schulen dieser Zeit waren Gigante do Samba, Limonil, Império do Asfalto, Dois de Julho, Estudantes de São José, Labariri, Galeria do Ritmo, Samarina und Quatro de Outubro. In den Anfangsjahren bestand noch wenig Wettbewerb zwischen den einzelnen Schulen, was sich im Laufe der Zeit änderte. Seit den 1970er Jahren wurden Preise für die Sambaschulen vergeben.

### Galo da Madrugada
Der Karnevalsclub Galo da Madrugada hat seinen Sitz im Altstadtviertel São José. Er trägt derzeit nach dem Guinness-Buch der Rekorde den Titel weltgrößter Karnevalsclub und liegt damit mit dem Club Cordão do Bola Preta aus Rio de Janeiro im permanenten Wettstreit. Der Club wurde 1978 von Enéas Freire gegründet und hat während des Karnevals eine bestimmte Marschroute, die an der Festung Forte de São Tiago das Cinco Pontas beginnt und durch die Straßen der Altstadt führt. Begleitet wird dieser Umzug von Booten auf dem Rio Capibaribe. Der Umzug selbst besteht aus zahlreichen allegorischen Umzugswagen, Trio Elétricos und den sogenannten Freviocas, einer Abwandlung des Trio Elétrico in Pernambuco. Das Leitbild des Galo da Madrugada ist der Hahn.

## Heutiger Karneval
Der Korso wurde in den 1980er Jahren eingestellt und die Karnevalsfeierlichkeiten mehr oder weniger in die verschiedenen Stadtviertel dezentralisiert. Die alten Karnevalsvereine schrumpfen in Bezug auf die Anhängerschaft, es entstanden neue große Vereine wie Galo da Madrugada und Bloco da Parceria. Nach der Sanierung des Altstadtviertels von Recife (Recife Antiguo) wurde auch dort der Straßenkarneval mit zahlreichen musikalischen Veranstaltungen wiederbelebt. Der Karneval in Recife nennt sich heute Carnaval Multicultural und wird von der Stadt Recife organisiert. Der Karneval in Recife gilt als demokratischster Karneval der Welt, wo man für die Teilnahme nicht zahlen muss. Die Sambaschulen starten meist im Viertel São José. Im Jahr 2009 waren es Gigante, Galeria do Ritmo, Deixa-Falar, Imperadores do Samba und Unidos de São Carlos.